# Мазанов, Дмитрий Борисович
Дмитрий Борисович Маза́нов (род. 20 мая 1981, Минск, Минская область, БССР) — мотогонщик, выступающий в дисциплинах из перечня FIM таких как эндуро и кросс-кантри ралли (ралли-рейды)
Серебряный призёр кросс-кантри ралли «Золото Кагана» 2021 года. Призёр кубка по кросс-кантри ралли 4V Rally Raid (Румыния) 2021 года. Победитель и призёр этапов кубка Moto Rally Cup 2021 года. Призёр этапов Чемпионата Украины по бахам «Baja Ukraine» 2021 года. Победитель этапа чемпионата Ульяновкой области по кросс-кантри ралли 2021 года.
Призёр кросс-кантри ралли «Баха Арчеда» 2021 года. Обладатель кубка чемпионата Украины «Baja Ukraine» 2021 года. Обладатель кубка чемпионата Украины «Baja Ukraine» 2020 года. Обладатель кубка чемпионата Украины «Baja Ukraine» 2019 года. Обладатель кубка Moto Rally Cup 2019 года. Чемпион кубка Moto Rally Cup 2021 года.

## Биография
Родился 20 мая 1981 года в Минске.
Получил высшее образование в БГУИР по специальности инженер-системотехник. Первый мотоцикл, KTM 690 Enduro R получил в 2018 году. Первая гонка — Чемпионат Республики Беларусь по Эндуро Four Seasons 2018.

## Семья
Разведён. Сын: Кирилл (род. 18 мая 2008)

## Спортивная карьера
Начал выступления в 2018 году с чемпионатов по эндуро. В 2019 году перешёл в кросс-кантри ралли (ралли-рейды). В сезоне 2021 выиграл десять медалей в различных соревнованиях на территории восточной Европы

## Статистика выступлений

### 2018
- Чемпионат Республики Беларусь по Эндуро Four Seasons. 3е и 1е место в этапах и 3 место по итогу 2018 года в классе advencher.

### 2019
- Чемпионат Украины по бахам Baja Ukraine 2019 г. 3е место по итогу 2019 года.
- Кубок MotoRallyCup (MRC). 3е и 1е место в этапах и 3е по итогу 2019 года.
- Чемпионат Ульяновской области по кросс-кантри ралли.
- Чемпионат Республики Беларусь по Эндуро Four Seasons.

### 2020
- Чемпионат Республики Беларусь по Эндуро Four Seasons
- Чемпионат Украины по бахам Baja Ukraine. 2е место по итогу 2020 года.
- Кубок MotoRallyCup (MRC).

### 2021
- 1й этап Чемпионата Украины по бахам Baja Ukraine. Gran Prix. 4е место.
- Чемпионат России «Золото кагана». 2е место.
- Кросс-кантри ралли «Баха Арчеда». 2е место.
- 1й этап Кубка MotoRallyCup «Баха Новороссийск» 1е место.
- 2й этап Чемпионат Украины по бахам Baja Ukraine. Desert race. 2е место.
- 3й этап Кубка MotoRallyCup «Андреаполь». 2е место.
- Кросс-кантри ралли 4V Rally Raid (Румыния). 3е место.
- Чемпионат России по ралли-рейдам «Симбирский тракт». 1е место.
- 6й этап Кубка MotoRallyCup «Бологое». 1е место.
- Итог сезона 2021 Кубка MotoRallyCup. 1е место.
- Итог сезона 2021 Чемпионата Украины по бахам Baja Ukraine. 2е место.